# فارا فيليورم بيتري
فارا فيليورم بيتري (بالإيطالية: Fara Filiorum Petri)‏ هي بلدية في مقاطعة كييتي في إقليم أبروتسو الإيطالي.

## السكان
في سنة 1861 بلغ عدد السكان 1٬743 نسمة، وتطور العدد ليصل في سنة 2011 لـ 1٬955 نسمة.
يظهر هذا المخطط البياني تطور النمو السكاني لـ فارا فيليورم بيتري

## توأمة
لفارا فيليورم بيتري اتفاقيات توأمة مع كل من:
- ماكاي
- سانتا ماريا دا فييرا
- مونتيروني دي لتشه